# Catalina Aldaz
Catalina Aldaz (nacida como María Catalina Aldaz y Larrainzar, el 29 de abril de 1715 y fallecida el 1 de noviembre de 1771) fue una mujer destacada en la Real Audiencia de Quito. Es conocida por ser la madre del científico y prócer de la independencia Eugenio Espejo y de hermana también destacada, Manuela Espejo.

## Reseña biográfica
Nació en Quito en abril de 1715, fue bautizada el mes siguiente, el 1 de mayo de 1715 en la misma ciudad. Sus padres fueron Juan Aldaz Larrainzar y Petrona Gordillo Figueroa, quien había nacido 1685. Por esta razón muchas veces es conocida como Catalina Aldaz y Gordillo, en lugar del apellido paterno Larrainzar.
Se casó el 26 de septiembre de 1746 con Luis de Santa Cruz y Espejo quien era natural de Cajamarca. Juntos tuvieron tres hijos:
- Francisco Xavier Eugenio Espejo 1747-1795
- Manuela Espejo 1751-1829, casada con José Mejía Lequerica
- Juan Pablo Santa Cruz y Espejo 1752-1830, sacerdote

Todos fueron figuras importantes para la independencia de Ecuador. El más destacado fue Eugenio que con sus escritos y por su erudición fue muy conocido en su época, lo que le grangeó muchos enemigos también. Su hermana Manuela quien le ayudó en la defensa jurídica a su hermano Eugenio cuando fue encarcelado, además fue una escritora importante y una de las mujeres más destacadas en el periodo de la independencia. Por último Juan Pablo fue sacerdote y su relación con Eugenio estuvo más en el ámbito religioso puesto que se conoce que predicó algunos de los sermones que escribió Eugenio.

Contrario a lo que se cree Catalina Aldáz no era una mulata liberta, tampoco fue hija de un esclavo que adquirió el apellido de la persona que lo ayudó a liberarse. Estos rumores iniciados por los enemigos de Eugenio Espejo en el siglo XVIII fueron recogidos por los indigenistas en el siglo XX en aras de encontrar indígenas importantes que hayan participado en la independencia. Algo que buscaba imitar la situación de la independencia de Nueva España (como por ejemplo con Benito Juárez), y que sin embargo no se replicó en la Audiencia de Quito. Catalina era considerada en su época como blanca y el registro de su matrimonio con Luis Espejo se escribe en los libros de blancos. Además por su lado familiar venía de padres blancos, de ingresos modestos. Se conoce que esta también fue la situación de sus abuelos maternos Manuel Gordillo Bolaños, nacido en 1655 y Cecilia Suárez de Figueroa nacida en 1675. Esto además permite trazar su genealogía varios siglos atrás algo que hubiera sido difícil de ser cierta su ascendencia mulata:
Juan de Aldáz Cía y Larrainzar, nacido en Pamplona –reino de Navarra–, pasó a Quito en 1594, casado con Isabel de Arenas. Esta pareja procreó a Matías de Aldáz Arenas, quiteño. A su vez, Matías, junto con María de Anguieta, procreó a otro Matías de Aldáz quien casó con Mencía de Fuentes –mujer de clase media– y tuvieron a Juan de Aldáz y Fuentes. Este Juan casó con Petronila Gordillo Carrascal y Suárez de Figueroa, siendo padres de María Catalina Aldáz y Gordillo, bautizada en la iglesia de San Sebastián e inscrita en el libro de blancos.
Antes de casarse con Luis, tuvo una hija natural llamada María Ignacia Figueroa que se sabe, no tuvo relación afectuosa alguna con los otros tres hermanos Espejo. A su muerte dejó una biblioteca considerable, repleta de libros de medicina que probablemente pertenecían a su esposo. Además, al casarse se encontraba embarazada de Eugenio puesto que nacería apenas cinco meses después de la boda. Le sobreviviría su esposo y sus hijos a su muerte con apenas 56 años de edad, producto de la viruela, según afirma Eugenio. Algo que probablemente le motivaría a escribir sus famosas Reflexiones acerca de las viruelas.
En su testamento dejó un total de 4525 pesos que dividió la mitad para su esposo Luis y la otra mitad para sus tres hijos. A Eugenio, además del dinero de dejaría una serie de objetos de casa, un cuadro de Ecce Homo, varios libros de medicina entre los cuales destacan los siete tomos de Hoffaman, los siete tomos de Huerabe, las obras de Hipócrates, Biblioteca anatómica de Verein, Elementos de matemáticas, entre otros. A Manuela también legaría varios libros de medicina, sortijas de oro, esmeraldas, perlas y collares. Juan Pablo recibiría los 39 tomos del Dr. Rivera, 73 libros espirituales, entre otros.